# Gnophos macguffini
Gnophos macguffini är en fjärilsart som beskrevs av Smiles 1979. Gnophos macguffini ingår i släktet Gnophos och familjen mätare. Inga underarter finns listade i Catalogue of Life.